# Olivier Marceau
Oliver Marceau, né le 30 janvier 1973 à Fontenay-aux-Roses, est un triathlète franco-suisse champion de France et du monde de triathlon et champion d'Europe de Xterra Triathlon.

## Biographie

### Jeunesse
Olivier Marceau découvre le triathlon en milieu scolaire à la section sports-études du lycée de Saint-Raphaël et remporte quelques titres en 1990 et 1992 dans les catégories cadet et junior. 

### Carrière
Olivier Marceau devient professionnel à l'âge de 23 ans et termine troisième du championnat de France sur distance olympique en 1993. L'année suivante, il est sacré vice-champion de France derrière Philippe Méthion, et remporte le Challenge EDF. En 1995, il est finalement sacré champion de France élite sur la distance olympique, faisant la différence sur la partie cycliste. Il remporte la première édition du Grand Prix de triathlon, au classement individuel. L'année suivante, il ne parvient pas à conserver son titre, terminant troisième. Il conserve son titre individuel au Grand Prix de triathlon pour l'année 1996. Il remporte également le triathlon de Paris. En 1997 il s'engage sur son premier longue distance en participant au triathlon international de Nice, épreuve support du championnat du monde longue distance.
En 2000, après une préparation de plusieurs mois en Australie, il participe et remporte le championnat du monde de triathlon, à Perth (Australie). Sorti de l’eau avec le groupe de tête qui creuse un écart d'une minute et vingt secondes sur le peloton des poursuivants, il s'impose à l'issue d'une course à pied très rapide, qui lui permet de maintenir un écart de 18 et 28 secondes avec les Australiens Peter Robertson et Craig Watson. Il devient à 27 ans le premier français champion du monde (ITU) et se qualifie pour les Jeux olympiques d'été de 2000 qui se déroulent à Sydney la même année. Lors de la 1re course olympique de triathlon, il finit à la 7e place et obtient un diplôme olympique avec un temps global de 1 h 49 min 18 s 003.
À partir de 2006, il participe plus souvent à des compétitions de cross triathlon au travers notamment du circuit Xterra. Il finit 2e lors du championnat du monde à Maui, sur l'archipel d'Hawaï cette même année et renouvelle cette performance en 2007, après s’être qualifié en remportant le championnat européen de ce circuit privé.
En 2008, il participe pour la troisième et dernière fois aux Jeux olympiques à Beijing où il prend la 19e place, sous les couleurs de la Suisse. Tout en continuant de s’engager sur des compétitions de cross triathlon, il commence aussi à participer à des compétitions longues distances et prend part à l'Ironman Afrique du Sud en 2009, ou il entre dans le « Top 10 » de la compétition. En 2010, il réalise son premier podium sur distance XXL, en prenant la troisième place de l'Ironman France après une fin de course disputée où sa ténacité et son expérience lui sont d'une grande utilité.
En 2011, il clôt sa saison en remportant pour la troisième fois le championnat d'Europe de Xterra. En 5e position après la partie natation, c'est sur un parcours VTT très technique qu'il comble son retard et prend la tête de course qu'il ne lâche pas au terme de l'épreuve de trail.
En 2013, il participe à une dernière saison sportive en tant que professionnel tout en préparant une reconversion dans le milieu du triathlon et des équipements sportifs. Il ne se fixe aucun objectif, hormis de prendre du plaisir dans la fin de sa carrière professionnelle.

### Double nationalité
Possesseur de la double nationalité, il demande en juillet 2002 à concourir désormais sous les couleurs de la Suisse. Justifiant son choix sur le niveau très élevé que demande la fédération française qui selon lui, use les triathlètes avant la compétition et réduit leurs chances de victoires, il  juge également le soutien qu'elle lui apporte « insuffisant ». Les conditions financières avantageuses offertes par la fédération suisse et la perspective d'une qualification dans des conditions plus aisées aux Jeux olympiques d'Athènes en 2004, scellent définitivement son choix.

## Palmarès
Le tableau présente les résultats les plus significatifs (podium) obtenus sur le circuit national et international de triathlon depuis 1993,.
| Année | Compétition                                          | Pays             | Position           | Temps           | Nationalité sportive |
| ----- | ---------------------------------------------------- | ---------------- | ------------------ | --------------- | -------------------- |
| 2011  | Xterra - Championnat d'Europe                        | Italie           |                    | Timing          |                      |
| 2011  | Championnats du monde de triathlon cross             | Espagne          |                    | 1 h 29 min 42 s |                      |
| 2011  | Championnat d'Europe de triathlon cross              | Hongrie          |                    | 1 h 45 min 54 s |                      |
| 2011  | TriStar111 Mallorca                                  | Espagne          |                    | 3 h 40 min 29 s |                      |
| 2011  | Xterra Italie                                        | Italie           |                    | Timing          |                      |
| 2010  | Ironman France                                       | France           |                    | 8 h 52 min 25 s |                      |
| 2010  | TriStar111 Monaco                                    | Monaco           |                    | 3 h 44 min 51 s |                      |
| 2008  | Championnat d'Europe                                 | Portugal         |                    | 1 h 53 min 54 s |                      |
| 2008  | Xterra - Championnat d'Europe                        | Italie           |                    | Timing          |                      |
| 2007  | Xterra - Championnat du monde - Maui                 | États-Unis       |                    | 2 h 42 min 5 s  |                      |
| 2007  | Xterra - Championnat d'Europe                        | Italie           |                    | Timing          |                      |
| 2007  | Coupe d'Europe - l'étape de Genève                   | Suisse           |                    | 1 h 59 min 34 s |                      |
| 2006  | Xterra - Championnat du monde - Maui                 | États-Unis       |                    | 2 h 42 min 55 s |                      |
| 2005  | Xterra Espagne                                       | Espagne          |                    | Timing          |                      |
| 2004  | Xterra - Championnat du monde - Maui                 | États-Unis       |                    | 2 h 29 min 45 s |                      |
| 2004  | Xterra Allemagne                                     | Allemagne        |                    | Timing          |                      |
| 2003  | Championnat du monde                                 | Nouvelle-Zélande |                    | 1 h 54 min 52 s |                      |
| 2002  | GP de triathlon - Étape de Saint-Quentin-en-Yvelines | France           | Médaille de bronze | Timing          |                      |
| 2000  | Championnat du monde                                 | Australie        |                    | 1 h 51 min 39 s |                      |
| 1998  | Grand Prix de triathlon - Étape d'Oyonnax            | France           | Médaille d'or      | Timing          |                      |
| 1997  | Grand Prix de triathlon - Étape d'Oyonnax            | France           | Médaille d'or      | Timing          |                      |
| 1996  | Coupe du monde - l'étape de Paris                    | France           |                    | 1 h 0 min 32 s  |                      |
| 1996  | Triathlon International de Nice                      | France           |                    | 5 h 51 min 10 s |                      |
| 1996  | Championnat de France                                | France           |                    | 1 h 57 min 25 s |                      |
| 1996  | Grand Prix de triathlon (individuel)                 | France           |                    | 3 400 pts       |                      |
| 1996  | Triathlon de Paris                                   | France           |                    | 1 h 0 min 33 s  |                      |
| 1995  | Championnat de France                                | France           |                    | 2 h 2 min 59 s  |                      |
| 1995  | Grand Prix de triathlon (individuel)                 | France           |                    | 4 600 pts       |                      |
| 1994  | Championnat de France                                | France           |                    | 1 h 54 min 11 s |                      |
| 1994  | Challenge EDF                                        | France           |                    | Timing          |                      |
| 1993  | Championnat de France                                | France           |                    | 2 h 8 min 40 s  |                      |